# 平井こと
平井 こと（ひらい こと、10月26日 - ）は、日本のグラビアアイドル、女優、元アイドルである。女性アイドルグループ・LOVE SPEARSの元メンバー。愛知県出身。アーティストハウスピラミッド所属。ニックネームは「こつ、こっちゃん」
2025年3月1日、芸名を「瑚都」から「平井こと」に改めることを自身のTikTokで発表した。旧芸名は、読みにくく、漢字変換をしづらく、SNSでのエゴサーチもやりづらかったと明かし、「柔らかいイメージになる」ことをひらがなにする理由に挙げた。

## 略歴
2018年4月に「まけんグミ」プロデュースにより開催されたアイドルオーディションを経てLOVE SPEARSの一員としてアイドルデビューした。
その後LOVE SPEARSを卒業し、GDL Entertainment所属のグラビアアイドルとなる。徳間書店刊行のアイドルカルチャーマガジン「ENTAME」における次世代アイドル発掘オーディション『ミスENTAME2024オーディション』にて期間ランキング上位に入り、上位入賞者が出演するムービーである「CINEMATIC VLOG ミスENTAME2024オーディション」がマシェバラ公式YouTubeチャンネルにて公開された。
そして2024年2月25日に『ミスENTAME2024オーディション』にて準グランプリを獲得。
2025年2月28日をもってGDL Entertainmentの退所。
2025年3月1日、「平井こと」への改名を発表。
2025年3月26日、アーティストハウスピラミッドへの移籍を発表。

## 人物
趣味は釣り、配信、料理、編み物、ポーカー、バカラ、筋トレ、カフェ巡り、旅行、SNSのバズりを考える
特技は運動（体育教員免許あり）、ダンス・歌（アイドル・ミュージカル出演経験有）、書道（12年）、ピアノ（12年）、早着替え、どこでも寝れる

## 出演

### 雑誌
瑚都 名義
- 月刊エンタメ ミスENTAME2024準グランプリ掲載（2024年9･10合併号、徳間書店）
- エキサイティングマックス！ 純白ビキニ特集（2025年1月号、文友社）

### 映画
平井こと 名義
- 新幹線大爆破[10]

### 動画
瑚都 名義
- 内閣府アンコンシャス・バイアス動画[11]

### テレビ番組
瑚都 名義
- 千葉テレビドラマ「ワンハウス」
- 中居正広の金曜日のスマイルたちへ[12]
- 『極楽山本・ロンブー亮のARIGATEENA』マシェバラリコメンドコーナー[13][14][2]

### 舞台
瑚都 名義
- SENTRAL PRODUCE『逆転満塁サヨナラ、またね。』[15]
- BIGUP STAGE『追憶のアンブレラ〜VOICE2024〜』[16]
- SENTRAL PRODUCE『鉄火のいろは[17]』

### イベント
瑚都 名義
- ふるさと映画祭[18]MC（2024年12月27日〜29日）

平井こと 名義
- 関西コレクション2025 AUTUMN&WINTER[19][20]

## 作品

### 参加楽曲
- にほんばれキューピット（楽曲制作プロジェクト「日本晴れサーキット supported by まけんグミ」）[21]

### DVD
瑚都 名義
- ねぇ、好きってコト？[22]（2024年10月26日、EDEN PICTURES）

### デジタル写真集
瑚都 名義
- 君とユートピアへ（2025年1月31日、徳間書店）

平井こと 名義
- 私とイイこと、しよ？週刊ポストデジタル写真集(2025年8月18日、小学館)